# Planes para mañana
Planes para mañana es una película dirigida por Juana Macías protagonizada por Carme Elías, Goya Toledo, Ana Labordeta y Aura Garrido.

## Producción

### Guion
La directora explica que se narran las historias cotidianas y reales que le ocurren a cualquiera. La historia gira principalmente alrededor de tres mujeres cuya edad oscila entre los 40 y los 50 años.

### Rodaje
El rodaje se llevó a cabo en Cáceres. La Junta de Extremadura subvencionó con 300.000 euros a la película para que pudiera ser rodada en esta localidad. Las primeras escenas se filmaron en un piso de la zona alta de Montesol, en el Distrito Norte de la ciudad, en un edificio de nuevas viviendas aún por habitar situado en el número siete de la calle de Las Avutardas. Oras localizaciones de la ciudad fueron: el hospital Virgen de la Montaña, el instituto El Brocense, el Centro de Cirugía de Mínima Invasión, el paseo de Cánovas, la calle San Pedro de Alcántara o la avenida de Alemania. Los escenarios han sido escogidos por Film Commission de Extremadura, a través de la inmobiliaria Cuning, que califica la directora de la cinta como  "ideales para la película, ya que se ajustan perfectamente a los personajes, y que otorga el tono urbano exacto que quiero ofrecer en la cinta".
Leonor Flores, consejera de Cultura y Turismo, afirma que esta película es un claro ejemplo de que en Extremadura puede hacerse cine y espera que sirva de promoción para la comunidad.

## Sinopsis
Cuatro mujeres se enfrentan al día más importante de su vida, un día en el que tienen que decidir si empezar de nuevo o continuar con su dura rutina. Inés intenta afrontar sus disputas familiares y profesionales al descubrir, a sus casi 40 años, que está embarazada. Antonia se reencuentra con un viejo amor que le lleva a replantearse su realidad familiar. Marian debe meditar si le da otra oportunidad a su violento marido y Mónica sufre una pérdida inesperada que alimenta su deseo de venganza.

## Reparto
Las cuatro mujeres protagonistas son de distintas generaciones y situaciones vitales muy diferentes", pero en sus historias se encuentra «un trasfondo común: el retrato de una mujer que ha conquistado el derecho a elegir cómo quiere vivir su vida, y que debe ejercerlo tomando sus propias decisiones y asumiendo sus propios riesgos».
- Carme Elías interpreta a Antonia, quien se encuentra ante el dilema de si elegir o a ella misma o a su familia.[4]
- Goya Toledo interpreta a Inés, quien busca la última oportunidad para ser madre.[4]
- Ana Labordeta interpreta a Marian, quien se encuentra con una relación abusiva que la está destruyendo.[4]
- Aura Garrido interpreta a Mónica, una adolescente que deberá madurar.[4]

### Resto de Elenco
| Intérprete          | Personaje          |
| ------------------- | ------------------ |
| Jorge Bosch         | Julio              |
| Brendan Price       | Bryan              |
| Christophe Miraval  | Alberto            |
| Maite Blasco        | Madre de Inés      |
| Amelia David        | Ayudante de Inés   |
| Hebesol Alexopoulos | Madre con bebé     |
| Alexopoulos Nahuel  | Bebé               |
| Adrián Marín        | Raúl               |
| Pablo Viña          | Ernesto            |
| Ava Meade           | Amiga de Mónica    |
| Gloria Vega         | Ginecóloga         |
| José Antonio Lucía  | Javier             |
| Guadalupe Lancho    | Entrevistadora     |
| Manuela Sánchez     | Recepcionista      |
| Andrea Isasi        | Eva                |
| Pepa Gracia         | Esther             |
| Miriam Madrid       | Directora banco    |
| Domingo Cruz        | Compañero banco    |
| Rubén Gundín        | Cliente banco 1    |
| Pablo Bigeriego     | Cliente banco 2    |
| Anni B. Sweet       | Artista concierto  |
| Pedro Luis Cortés   | Encargado Depósito |
| Leonor Aunión       | Enfermera UCI      |

## Recepción

### Crítica
La película recibió una valoración positiva por parte de la crítica, la página web Sensacine.com recopiló un total de cinco críticas sobre ella recibiendo una nota media de 3 sobre 5.

### Premios
66.ª edición de las Medallas del Círculo de Escritores Cinematográficos
| Categoría         | Candidata    | Resultado |
| ----------------- | ------------ | --------- |
| Premio revelación | Juana Macías | Ganadora  |
| Premio revelación | Aura Garrido | Nominada  |

- Premios Goya: Nominaciones a la mejor actriz revelación (Aura Garrido) y mejor dirección novel.
- Premios Turia: Mejor ópera prima.
- Unión de Actores: Nominación a la mejor actriz revelación (Aura Garrido)
- Festival de Málaga: Mejor actriz de reparto (Aura Garrido), mejor dirección y mejor guionista novel.
- Primavera Cinematográfica de Lorca: Mejor película y mejor actriz (a las cuatro protagonistas: Carme Elías, Goya Toledo, Ana Labordeta y Aura Garrido).[3]

También participó en los Festivales de Montreal y de Londres.

### Estreno
Su preestreno se produjo en Cáceres el 12 de noviembre de 2010 y se estrenó en las salas comerciales de toda España el 19 de noviembre.